# Ellisiella pandayi
Ellisiella pandayi is een springstaartensoort uit de familie van de Bourletiellidae. De wetenschappelijke naam van de soort is voor het eerst geldig gepubliceerd in 1974 door Ellis.